# アラン・コーマック
アラン・マクリオド・コーマック（Allan MacLeod Cormack、1924年2月23日 - 1998年5月7日）は南アフリカ共和国生まれのアメリカ合衆国の物理学者。コンピュータ断層撮影 (CT) 技術の開発により、1979年にノーベル生理学・医学賞を受賞した。

## 生涯
南アフリカのヨハネスブルグにて生まれる。ケープタウンのRondebosch Boys' High Schoolに通った。討論とテニスに積極的であった。ケープタウン大学において1944年に物理学にて理学士を取得。1945年には結晶学にて修士（理学）を取得。1947年から1949年はケンブリッジ大学の研究生であった。ケンブリッジにいたとき、将来の妻になる物理学の学生と出会う。
結婚後、1950年代前半、彼はケープタウン大学に戻り、講義を行う。1956年から1957年にかけてのハーバード大学での長期有給休暇の直後、夫妻はアメリカ合衆国に引っ越すことに決め、1957年秋、タフツ大学の教授に就任した。1966年にアメリカ合衆国に帰化。彼は主に素粒子物理学の研究を行うが、他にX線の技術にも興味を抱き、CTの理論的な土台、概周期函数に対するラドン変換及びその逆変換から離散データを得る計算を繰り返すトモグラフィック復元を開発した。この研究は、ケープタウン大学とグローテ・シューア病院にて1956年に始められ、1957年中旬、長期有給休暇から戻ってから間歇的に継続させられた。この結果は、journal of applied physicsにて1963年と1964年に二本の論文として発表された。この論文は、ゴッドフリー・ハウンズフィールドとその同僚が、コーマックの理論を用いて1972年にCTの装置を実際に開発するまで、ほとんど注目されていなかった。このことにより、コーマックとハウンズフィールドは1979年にノーベル生理学・医学賞を受賞した。
マサチューセッツ州にて74歳で癌により死去。死後、CTの開発者の一人という科学者としての顕著な業績により、2002年12月10日にマプングブェ勲章を授与された。